# Jean Guillaume Audinet-Serville

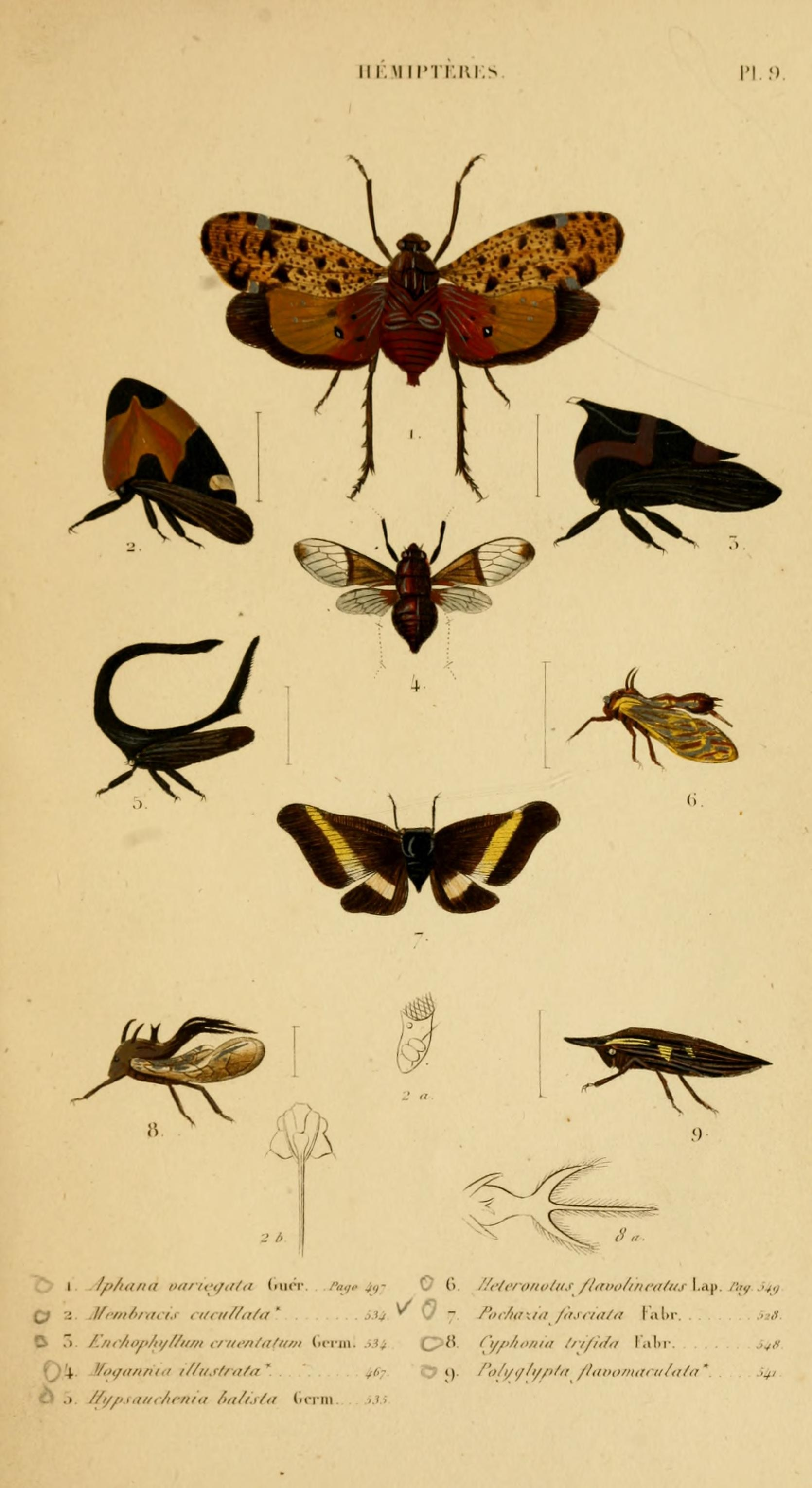
Suites à Buffon Histoire Naturelle des Insectes.Hémiptères. Plansch 9.

Jean Guillaume Audinet-Serville, född 11 november 1775 i Paris, död 27 mars 1858 i La Ferté-sous-Jouarre, var en fransk entomolog.

## Biografi
Audinet-Serville introducerades till entomologin av Madame de Grostête-Tigny som, liksom sin man, fascinerades av kemi och insekter. Genom henne, träffade han Pierre André Latreille (1762–1833), som senare arbetade tillsammans med honom på Dictionnaire des Insekter de l'Encyclopédie méthodique ("Metodiskt uppslagsverk över insekter"). Därefter avslutade han år 1830, i samarbete med Guillaume-Antoine Olivier (1756–1814), boken Faune française ("Fransk fauna").
Audinet-Serville är särskilt känd för sitt arbete med Orthoptera. Han publicerade, Revue méthodique de l'ordre des Orthoptères ("Metodisk översikt över ordningen Orthoptera"), som presenterades i Annales des Sciences Natur 1831. Senare, år 1839, publicerade de en volym om samma ordning, Histoire natur des Insekter Orthoptères ("Naturhistoria om Orthoptera-insekter") i en serie med titeln les Suites à Buffon.
Audinet-Serville var vän till Charles Jean-Baptiste Amyot och skrev tillsammans med honom Histoire natur des insectes Hemipteres ("Naturhistoria om Hemiptera-insekter"). . Tillsammans med Amédée Louis Michel le Peletier, Comte de Saint-Fargeauhan bidrog han till en avhandling om Hemiptera till Guillaume-Antoine Oliviers Histoire natur. Entomologie, ou histoire naturelle des Crustaces, des Arachnides et des Insekter. ( Encyclopédie Méthodique).